# 細工谷
細工谷（さいくだに）は、大阪府大阪市天王寺区にある町名。現行行政地名は細工谷一丁目および細工谷二丁目。

## 地理
天王寺区の中央部に位置し、東に堂ケ芝、西に北山町、南に松ケ鼻町、北に筆ケ崎町、北西に石ケ辻町と接している。

## 歴史
古代における貨幣鋳造の跡地としての証拠として、和同開珎の枝銭が出土している。

## 世帯数と人口
2019年（平成31年）3月31日現在の世帯数と人口は以下の通りである。
| 丁目         | 世帯数  | 人口    |
| ------------ | ------- | ------- |
| 細工谷一丁目 | 480世帯 | 1,050人 |
| 細工谷二丁目 | 350世帯 | 768人   |
| 計           | 830世帯 | 1,818人 |

### 人口の変遷
国勢調査による人口の推移。
| 1995年（平成7年）  | 1,677人 | [ 5 ] |  |
| 2000年（平成12年） | 1,638人 | [ 6 ] |  |
| 2005年（平成17年） | 1,626人 | [ 7 ] |  |
| 2010年（平成22年） | 1,848人 | [ 8 ] |  |
| 2015年（平成27年） | 1,817人 | [ 9 ] |  |

### 世帯数の変遷
国勢調査による世帯数の推移。
| 1995年（平成7年）  | 678世帯 | [ 5 ] |  |
| 2000年（平成12年） | 701世帯 | [ 6 ] |  |
| 2005年（平成17年） | 729世帯 | [ 7 ] |  |
| 2010年（平成22年） | 809世帯 | [ 8 ] |  |
| 2015年（平成27年） | 797世帯 | [ 9 ] |  |

## 事業所
2016年（平成28年）現在の経済センサス調査による事業所数と従業員数は以下の通りである。
| 丁目         | 事業所数 | 従業員数 |
| ------------ | -------- | -------- |
| 細工谷一丁目 | 26事業所 | 344人    |
| 細工谷二丁目 | 16事業所 | 28人     |
| 計           | 42事業所 | 372人    |

## 施設
- 聖バルナバ病院
- 上本町レジデンスタワー

## 史跡
- 細工谷遺跡（1996年に細工谷1丁目で発見された[11]。）

## その他

### 日本郵便
- 〒543-0032[3]（集配局：天王寺郵便局[12]）